# Monanthotaxis littoralis
Espèce
Synonymes
- Popowia littoralis Bagsh. & Baker f.[1]

Monanthotaxis littoralis (Bagsh. & Baker f.) Verdc. est une espèce de plantes à fleurs de la famille des Annonaceae et du genre Monanthotaxis. C'est un arbuste présent en Afrique tropicale.

## Description
C'est un arbuste dressé ou grimpant.

## Distribution et habitat
L'espèce a été observée au Cameroun, au Gabon, en République démocratique du Congo, en Ouganda, dans des forêts de basse et moyenne altitude.